# District de Gondrecourt
Le district de Gondrecourt est une ancienne division territoriale française du département de la Meuse de 1790 à 1795.
Il était composé des cantons de Gondrecourt, Demange aux Eaux, Goussaincourt, Maxey sur Vaise, Montiers sur Faux et Vaucouleurs.